# Khaby Lame
Khabane "Khaby" Lame (sinh ngày 9 tháng 3 năm 2000) là một TikToker người Ý gốc Senegal. Anh được biết đến với các tiểu phẩm hài ngắn, nơi anh mỉa mai chỉ ra những người phức tạp hóa những công việc đơn giản mà không có lý do gì cả. Tính đến tháng 6 năm 2022, Lame là tài khoản TikTok được theo dõi nhiều nhất thế giới.

## Cuộc sống ban đầu
Lame sinh ra ở Senegal vào ngày 9 tháng 3 năm 2000  và chuyển đến một khu nhà ở Chivasso, Ý  năm anh 1 tuổi. Anh tập luyện các môn thể thao như điền kinh, bóng đá và bóng rổ; ở trường trung học.
Trước khi làm TikTok, Lame làm công việc vận hành máy CNC.  Anh cũng gặp phải không ít các vấn đề tài chính nhưng anh đã vượt qua nhờ thu nhập từ các video TikTok của mình.

## Sự nghiệp
Lame bắt đầu đăng video trên TikTok vào tháng 3 năm 2020 trong đợt dịch COVID 19. Vào tháng 12 năm 2020, anh làm người mẫu cho tạp chí DLuiRepubblica. Vào ngày 26 tháng 4 năm 2021, anh đã vượt qua Gianluca Vacchi để trở thành TikToker người Ý được theo dõi nhiều nhất. Lame hiện có hơn 140 triệu người theo dõi, khiến anh trở thành TikToker được theo dõi nhiều thứ hai trên toàn thế giới. Anh cũng có hơn 29 triệu người theo dõi trên Instagram, là người Ý được theo dõi nhiều nhất trên nền tảng này sau khi đánh bại Chiara Ferragni. 
Theo Forbes Khaby Lame đã trở thành Người có ảnh hưởng phổ biến nhất thế giới của TikTok vào năm 2023. Anh ấy đã có hơn 160 triệu người theo dõi trong vòng chưa đầy ba năm và không nói một lời nào, anh ấy đã trở thành tiktoker nổi tiếng nhất trên toàn cầu.
Danh sách Fortune'un 40 Under 40 năm 2022 và danh sách Forbes'un 30 Under 30 cũng được đưa ra.

## Cuộc sống cá nhân
Lame đã đính hôn với Zaira Nucci, người đến từ Sciacca (một thị trấn thuộc tỉnh Agrigento trên bờ biển phía tây nam Sicily, miền nam nước Ý) bằng thông báo trên Instagram vào tháng 10 năm 2020.
Khaby Lame là một cổ động viên của câu lạc bộ bóng đá Juventus.
Liên hoan phim Cannes đã công bố Khaby Lame là một trong những thành viên ban giám khảo sẽ đánh giá cuộc thi phim ngắn hai tuần sau khi hợp tác với TikTok. Cuộc thi có tên #TikTokShortFilm